# Уайли, Кьянде
Кьянде Уайли (Kehinde Wiley, род. 1977, Лос-Анджелес, США, живёт и работает в Бруклине, США) — современный американский художник.

## Образование
- 1999 BFA, San Francisco Art Institute, San Franciso, CA
- 2001 MFA, Yale University, School of Art, New Haven, CT
- 2001 Yale University Art Gallery Grant
- 2002 Rema Hort Mann Foundation Grant
- 2002 Artist-in-Residence Program, Studio Museum in Harlem, NYC

## Творчество
- Работы Кьянде Уайли отсылают к живописи Тициана и Тьеполо, включают в себя ряд стилей - от французского рококо до искусства городских улиц.
- Большую часть своей творческой карьеры Уайли создает большие, яркие, с большим количеством узоров картины, изображающие молодых афроамериканцев, одетых по последней хип-хоп моде. Театральные позы и антураж позаимствованы из западной живописи 17-19 столетия.

## Персональные выставки
| - 2008 Down - Deitch Projects - 76 Grand Street, Нью-Йорк - 2008 Kehinde Wiley - The World Stage: Africa, Lagos ~ Dakar - The Studio Museum in Harlem, Нью-Йорк - 2008 Kehinde Wiley - The Modern Art Museum of Fort Worth, Fort Worth, TX - 2007 Kehinde Wiley - Portland Art Museum, Portland - 2007 Kehinde Wiley: The World Stage - China - John Michael Kohler Arts Center, Sheboygan - 2006 Kehinde Wiley - Infinite Mobility - Columbus Museum of Art, Columbus - 2006 Kehinde Wiley: Scenic - Rhona Hoffman Gallery, Чикаго | - 2006 Prince Tommaso Francesco de Savoy - Sorry, we’re closed, Брюссель - 2006 Kehinde Wiley - Roberts & Tilton, Culver City, CA - 2005 Rumors of War - Deitch Projects - 76 Grand Street, Нью-Йорк - 2004 Passing/Posing: Kehinde Wiley Paintings - Brooklyn Museum of Art, Бруклин - 2004 Kehinde Wiley: Easter Realness - Rhona Hoffman Gallery, Чикаго - 2003 Kehinde Wiley - Roberts & Tilton, Culver City, CA - 2003 Kehinde Wiley - Deitch Projects - 76 Grand Street, Нью-Йорк - 2002 Kehinde Wiley: Passing/Posing - Rhona Hoffman Gallery, Чикаго |

## Публичные коллекции
- Denver Art Museum, CO
- Columbus Museum, OH
- Kansas City Museum, MO
- The Brooklyn Museum of Art, Brooklyn, NY
- Oak Park Public Library, Chicago, IL
- The Studio Museum of Harlem, Harlem, NY
- Walker Art Center, Minneapolis, MN
- Virginia Museum, VA